# Amíci
Amíci (v anglickém originále Yanks) je koprodukční film z roku 1979 natočený britským režisérem Johnem Schlesingerem. Romantické válečné drama napsal Colin Welland spolu s Walterem Bernsteinem. Jde o příběh trojice amerických vojáků čekajících v Anglii před invazí do Normandie, kteří si začnou pletky s místními ženami. V hlavních rolích se představili krom jiných Richard Gere a Vanessa Redgrave.
Režisér Schlesinger si mohl dovolit natočit Amíky díky předchozímu kasovnímu úspěchu Maratónce (1976). K realizaci filmu se ještě jednou a naposled spojil s producentem Josephem Jannim, s nímž už opakovaně spolupracoval v 60. letech. Natáčelo se v Británii. Do amerických kin jej uvedla společnost Universal Pictures od 19. září 1979.

## Obsazení
| Richard Gere      | seržant Matt Dyson                       |
| Lisa Eichhornová  | Jean Moretonová, Mattova dívka           |
| Vanessa Redgrave  | Helen, dobrovolnice Červeného kříže      |
| William Devane    | John, důstojník americké armády          |
| Chick Vennera     | seržant Danny Ruffelo                    |
| Wendy Morgan      | Mollie, řidička autobusu a Dannyho dívka |
| Rachel Robertsová | paní Clarrie Moretonová, Jeanina matka   |
| Tony Melody       | pan Jim Moreton, Jeanin otec             |
| Martin Smith      | Geoff Moreton                            |
| Philip Whileman   | Billy Rathbone                           |
| Derek Thompson    | Ken                                      |
| Simon Harrison    | Tim                                      |
| Joan Hickson      | paní Moodyová, výčepní                   |
| Arlen Dean Snyder | Henry                                    |

## Ocenění
Film získal několik nominací na cenu BAFTA, a to i za režii a scénář, ale uspěl jen v kategorii nejlepších kostýmů (pro Shirley Russellovou) a herečky ve vedlejší roli (pro Rachel Robertsovou). Lisa Eichhornová byla nominována na Zlatý glóbus za nejlepší ženský herecký výkon v dramatu a také v kategorii Objev roku. Britský deník Evening Standard v roce 1981 udělil snímku své britské filmové ocenění za nejlepší film.